# جيرهارد كروغر
جيرهارد كروغر (بالألمانية: Gerhard Krüger)‏ هو دبلوماسي ألماني، ولد في 6 ديسمبر 1908 في غدانسك في بولندا، وتوفي في 22 مايو 1994 في  في ألمانيا.

## وصلات خارجية
- جيرهارد كروغر على موقع مونزينجر (الألمانية)